# Покровское сельское поселение (Называевский район)
Покровское се́льское поселе́ние — муниципальное образование в Называевском районе Омской области Российской Федерации.
Административный центр — село Покровка.

## История
Статус и границы сельского поселения установлены Законом Омской области от 30 июля 2004 года № 548-ОЗ «О границах и статусе муниципальных образований Омской области».

## Население
| 2010 | 2011  | 2012  | 2013  | 2014  | 2015  | 2016 | 2017 | 2018 |
| ---- | ----- | ----- | ----- | ----- | ----- | ---- | ---- | ---- |
| 1189 | ↘1185 | ↘1168 | ↘1113 | ↘1069 | ↘1052 | ↘990 | ↘979 | ↘954 |
| 2019 | 2020  | 2021  | 2023  |       |       |      |      |      |
| ↘921 | ↘895  | ↘853  | ↘804  |       |       |      |      |      |

## Состав сельского поселения
| № | Населённый пункт | Тип населённого пункта       | Население |
| - | ---------------- | ---------------------------- | --------- |
| 1 | Байымбет         | аул                          | ↘210      |
| 2 | Батареевка       | деревня                      | ↘100      |
| 3 | Гагаринка        | деревня                      | ↘173      |
| 4 | Михайловка       | деревня                      | ↘44       |
| 5 | Покровка         | село, административный центр | ↘533      |
| 6 | Рыбье            | деревня                      | ↗40       |
| 7 | Сырьевка         | деревня                      | ↘89       |

### Упразднённые населённые пункты
Железнодорожный блокпост № 47 упразднён в мае 2020 года.